# Volodymyr Rybin
Wolodimir Rybin (Oekraïens: Володимир Рибін) (Loehansk, 14 september 1980) is een Oekraïens voormalig wielrenner. Hij was zowel op de baan als op de weg actief.

## Carrière
Op de weg behaalde Rybin geen overwinningen in het professionele circuit. Op de baan werd hij wereldkampioen bij de puntenkoers in 2005. In 2006 won hij zilver met Lijoebomir Polatajko op de koppelkoers, eveneens op het wereldkampioenschap. Hij nam in 2008 deel aan de Olympische Spelen, waar hij de punten- en koppelkoers reed. Op beide onderdelen eindigde hij buiten de top-10.

## Belangrijkste overwinningen
2005
 Wereldkampioen puntenkoers, Elite
2006
 Wereldkampioenschap koppelkoers, Elite (met Lijoebomir Polatajko)